# Sofia Samatar
Sofia Samatar (sinh ngày 24 tháng 10 năm 1971) là một nhà giáo dục, nhà thơ và nhà văn người Somali-Mĩ. Bà là trợ lý giáo sư tiếng Anh tại Đại học James Madison. Năm 2013, bà xuất bản cuốn tiểu thuyết giả tưởng từng đoạt giải thưởng A Stranger in Olondria.

## Sự nghiệp
Samatar bắt đầu sự nghiệp của mình như một người hướng dẫn ngôn ngữ. Cùng với chồng, bà dạy tiếng Anh như ngôn ngữ thứ hai ở Sudan trong ba năm. Sau đó, họ chuyển đến Ai Cập, nơi họ làm giáo viên tiếng Anh trong chín năm.
Vào năm 2013, Samatar gia nhập khoa của California State University Channel Islands với tư cách là Trợ lý Giáo sư Tiếng Anh. Bà đã dạy viết và văn học, và cũng thành lập lớp tiếng Ả Rập đầu tiên của học viện. Vào mùa thu năm 2016, bà gia nhập khoa của Đại học James Madison ở Harrisonburg, Virginia.
Samatar bắt đầu xuất bản tiểu thuyết vào năm 2012. Ngoài các bài phê bình thơ và sách của mình, truyện ngắn của bà đã được xuất hiện trong một số ấn phẩm văn học bao gồm: Stone Telling, Clarkesworld, Strange Horizons, Apex Magazine và Lightspeed. Truyện ngắn năm 2013 của bà "Selkie Stories Are for Losers" đã được hoan nghênh rộng rãi. Một tác phẩm giả tưởng, mẹ của nhân vật chính là một huyền thoại selkie. Tương tự, con quái vật trong truyện ngắn năm 2012 của bà "The Nazir" (bắt nguồn từ tiếng Ả Rập có nghĩa là "nhìn"), theo tiềm thức dựa trên nhân vật phản diện trong truyện dân gian truyền thống Somalia Dhegdheer ("Tai dài").
Vào năm 2013, Samatar đã xuất bản cuốn tiểu thuyết đầu tiên của bà, cuốn sách A Stranger in Olondria. Tác phẩm được các nhà phê bình văn học đón nhận và giành được một số giải thưởng quốc tế.
Ngoài ra, Samatar đã thử nghiệm viết qasīdas bằng tiếng Anh. Samatar và anh trai của cô đã hợp tác trong một cuốn sách thơ văn xuôi minh họa, có tựa đề Monster Portraits, được xuất bản năm 2018 bởi Rose Metal Press. Phần tiếp theo của A Stranger in Olondria, có tiêu đề The Winged Histories, được xuất bản bởi Small Bia Press năm 2016.
Những ảnh hưởng văn học chính của Samatar (cũng là những tác phẩm yêu thích của bà khi còn là thanh thiếu niên) bao gồm: Ernest Hemingway, James Joyce, Virginia Woolf và William Faulkner. Khi làm việc ở Sudan, bà cũng đọc In Search of Lost Time của Marcel Proust, mà bà cho rằng đó là một kinh nghiệm quan trọng về lối trình bày. Mặc dù Samatar không tham gia vào nhiều tiểu thuyết thể loại, bà ngưỡng mộ tác phẩm của những người theo trường phái giả tưởng J. R. R. Tolkien, Mervyn Peake và Ursula K. Le Guin cũng như tiểu thuyết gothic của Bram Stoker và gia đình Brontë, và các truyền thuyết tiếng Anh thời trung cổ như Beowulf và The Canterbury Tales. Bà trích dẫn các tác phẩm đương đại của Cormac McCarthy, Michael Ondaatje, Miral al-Tahawy và Noura al Noman, và đặc biệt là các câu chuyện theo chủ nghĩa hậu hiện đại của Carole Maso như nguồn ảnh hưởng khác. Về mặt thơ ca, câu thơ huyền bí và ám ảnh của Rainer Maria Rilke là nguồn cảm hứng chính của Samatar. Do di sản Somalia của bà, tác phẩm của Samatar cũng dựa trên các nền văn hóa của Đông Bắc Phi. Do đó, cô đã loại bỏ các yếu tố thơ ca từ thần thoại Somalia, như trong các bài thơ "Long-Ear" và "The Death of Araweilo", lần lượt là những lời tôn sùng cho truyện dân gian truyền thống Somalia Dhegdheer ("Long-Ear") và Arawelo.
Samatar là một biên tập viên tiểu thuyết phi hư cấu và thơ cho Interfictions: A Journal of Interstitial Arts.

## Học bổng
- National African Language Resource Center - Arabic[10]

## Tác phẩm chọn lọc
Tiểu thuyết
- A Stranger in Olondria (Small Beer Press, 2013)
- The Winged Histories (Small Beer Press, 2016)

Tiểu thuyết ngắn
- "Meet Me in Iram" (Guillotine Series #10, 2015)
- "The Closest Thing to Animals" (Fireside Fiction, 2015)
- "Tender" (OmniVerse, 2015)
- "Request for an Extension on the Clarity" (Lady Churchill's Rosebud Wristlet, 2015)
- "Those" (Uncanny Magazine, 2015)
- "Walkdog" (Kaleidoscope: Diverse YA Science Fiction and Fantasy Stories, 2014)
- "A Girl Who Comes Out of a Chamber at Regular Intervals" (Lackington's, 2014)
- "Ogres of East Africa" (Long Hidden: Speculative Fiction from the Margins of History, 2014)
- "How to Get Back to the Forest" (Lightspeed, 2014)
- "Olimpia's Ghost" (Phantom Drift, 2013)
- "How I Met the Ghoul" (Eleven Eleven, 2013)
- "Bess, the Landlord's Daughter, Goes for Drinks with the Green Girl" (Glitter & Mayhem, 2013)
- "I Stole the D.C.'s Eyeglass" (We See a Different Frontier: A Postcolonial Speculative Fiction Anthology, 2013)
- "Dawn and the Maiden" (Apex Magazine, 2013)
- "Selkie Stories Are for Losers" (Strange Horizons, 2013)
- "Honey Bear" (Clarkesworld Magazine, 2012)
- "A Brief History of Nonduality Studies" (Expanded Horizons, 2012)
- "The Nazir" (Ideomancer, 2012)
- Monster Portraits (collection) (Rose Metal Press, 2017)
- Tender (collection) (Small Beer Press, 2017)

Thơ
- "Make the Night Go Faster" (Liminality, 2014)
- "The Death of Araweilo" (Tor.com, 2014)
- "Long-Ear" (Stone Telling, 2014)
- "APACHE CHIEF" (Flying Higher: An Anthology of Superhero Poetry, 2013)
- "Persephone Set Free" (Mythic Delirium, 2013)
- "Undoomed" (Ideomancer, 2013)
- "Shahrazad Spoils the Coffee" (Jabberwocky, 2012)
- "Snowbound in Hamadan" (Stone Telling, 2012)
- "Burnt Lyric" (Goblin Fruit, 2012)
- "The Hunchback's Mother" (inkscrawl, 2012)
- "Lost Letter" (Strange Horizons, 2012)
- "Qasida of the Ferryman" (Goblin Fruit, 2012)
- "The Year of Disasters" (Bull Spec, 2012)
- "Girl Hours" (Stone Telling, 2011)
- "The Sand Diviner" (Stone Telling, 2011)